# 帕爾卡馬約區
帕爾卡馬約區（西班牙語：Distrito de Palcamayo），是秘魯的一個區，位於該國中部胡寧大區的塔爾馬省，始建於1857年1月2日，面積169.24平方公里，海拔高度3,339米，2005年人口5,350，人口密度每平方公里32人。